# Palpomyia weemsi
Palpomyia weemsi är en tvåvingeart som beskrevs av Eileen D. Grogan och Wirth 1979. Palpomyia weemsi ingår i släktet Palpomyia och familjen svidknott. Inga underarter finns listade i Catalogue of Life.